# Podturn pri Dolenjskih Toplicah
Podturn pri Dolenjskih Toplicah – wieś w Słowenii, w gminie Dolenjske Toplice. W 2018 roku liczyła 334 mieszkańców.